# Kaplna
Kaplna, do roku 1995 Kaplná (maďarsky Kápolna) je obec na Slovensku v okrese Senec. Leží asi deset kilometrů severovýchodně od Sence na silnici spojující Senec s Trnavou. Žije zde 944 obyvatel. První písemná zmínka o obci pochází z roku 1244. Mezi roky 1974 a 1990 byla Kaplná částí obce Báhoň.
V obci se nachází románský římskokatolický kostel svaté Alžběty z 13. století. 